# بوكران
بوكران بلدية في ولاية ميناس جيرايس في المنطقة الجنوبية الشرقية من البرازيل.